# Yangcheon-gu
Yangcheon-gu (Hangul: 양천구; Hanja: 陽川區; Hán Việt: Dương Xuyên khu) là một quận (gu) của thủ đô Seoul, Hàn Quốc. Quận này có diện tích 17,4 km2, dân số 485.098 người. Quận được chia ra thành 21 phường (dong) hành chính.  Quận này nằm ở tây nam sông Hán. Khu vực này được gọi là “Jechapaui-hyun” (제차파의현, 齊次巴衣縣) trong thời triều Cao Ly và được đổi tên thành Yangcheon vào năm 1310. Nó được tách khỏi Gangseo-gu vào năm 1988. 'Yangcheon-gu' bao gồm Mok-dong, Shinjeong-dong và Shinweol-dong. Ngày nay quận này là nơi phần lớn có cư dân trung lưu và thượng lưu của Seoul.

## Phân cấp hành chính
- Mok-dong (목동, 木洞 Mộc động) 1, 2, 3, 4, 5
- Sinjeong-dong (신정동, 新亭洞 Tân Đình động) 1, 2, 3, 4, 5, 6, 7
- Sinwol-dong (신월동, 新月洞 Tân Nguyệt động) 1, 2, 3, 4, 5, 6, 7

## Đơn vị kết nghĩa
- Triều Dương, Bắc Kinh, Trung Quốc
- City of Bankstown, New South Wales, Australia.